# أعمال دولية

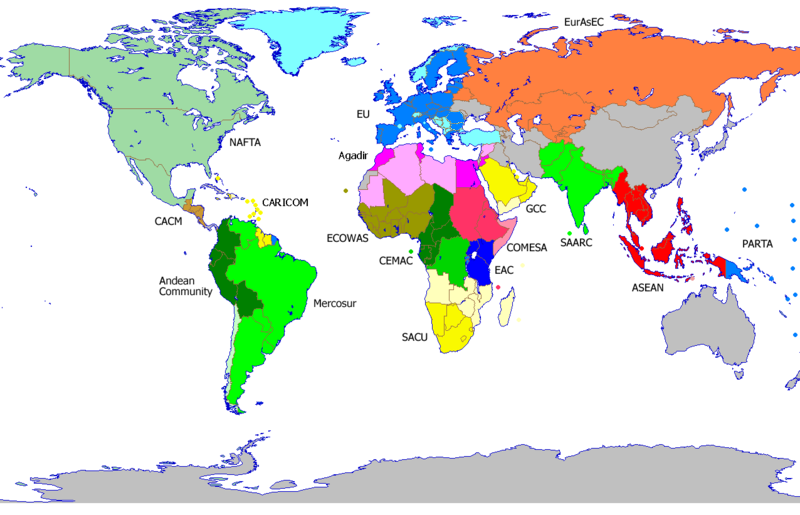
خريطة المجموعات الاقتصادية الإقليمية: تأثير تكتلات مثل مجلس التعاون الخليجي، الاتحاد الأوروبي، الآسيان ونافتا على الأعمال الدولية والتجارة العالمية

الأعمال الدولية (بالإنجليزية: International business) هو مصطلح يشير إلى تجارة السلع والخدمات والتكنولوجيا ورأس المال و/أو المعرفة عبر الحدود الوطنية على نطاق عالمي.
تتضمن معاملات سلع وخدمات عبر الحدود بين بلدين أو أكثر. تشمل معاملات الموارد الاقتصادية رأس المال والمهارات والأشخاص لغرض الإنتاج الدولي للسلع والخدمات المادية مثل التمويل والمصارف والتأمين والبناء. تُعرف الأعمال الدولية أيضًا باسم العولمة.

## نظرة عامة
يتم تعريف «الأعمال التجارية الدولية» أيضًا على أنها دراسة عملية تدويل الشركات متعددة الجنسيات. المؤسسة متعددة الجنسيات هي شركة لديها نهج عالمي للأسواق و/أو الإنتاج و/أو العمليات في العديد من البلدان. تشمل الشركات متعددة الجنسيات المعروفة شركات الوجبات السريعة مثل:
- ماكدونالدز
- ستاربكس
- مايكروسوفت

تتراوح الشركات متعددة الجنسيات من أي نوع من النشاط التجاري أو السوق، من السلع الاستهلاكية إلى تصنيع الآلات؛ يمكن أن تصبح الشركة عملاً دوليًا. لذلك، لممارسة الأعمال التجارية في الخارج، يجب أن تكون الشركات على دراية بجميع العوامل التي قد تؤثر على أي أنشطة تجارية، بما في ذلك، على سبيل المثال لا الحصر: الاختلاف في الأنظمة القانونية والأنظمة السياسية والسياسة الاقتصادية وحاجز اللغة ومعايير المحاسبة وقوانين العمل ومستويات المعيشة، والمعايير البيئية، والثقافات المحلية، وثقافات الشركات، وأسواق الصرف الأجنبي، والتعريفات الجمركية، ولوائح الاستيراد والتصدير، والاتفاقيات التجارية، والمناخ، والتعليم. قد يتطلب كل من هذه العوامل تغييرات في كيفية عمل الشركات من بلد إلى آخر.
كان الاقتصادي الكندي ستيفن هايمر من أوائل العلماء الذين انخرطوا في تطوير نظرية للشركات متعددة الجنسيات. طوال حياته الأكاديمية، طور نظريات سعت إلى شرح الاستثمار الأجنبي المباشر ولماذا أصبحت الشركات متعددة الجنسيات تعمل دولياً.
كانت هناك ثلاث مراحل من التدويل وفقًا لهايمر. كانت المرحلة الأولى من عمل هايمر هي أطروحته في عام 1960 المسماة العمليات الدولية للشركات الوطنية. في هذه الأطروحة، ينحرف المؤلف عن النظرية الكلاسيكية الجديدة ويفتح مجالًا جديدًا للإنتاج الدولي. في البداية، بدأ هايمر بتحليل النظرية الكلاسيكية الجديدة والاستثمار المالي، حيث كان السبب الرئيسي لحركة رأس المال هو الفرق في أسعار الفائدة. بعد هذا التحليل، قام هايمر بتحليل خصائص الاستثمار الأجنبي من قبل الشركات الكبيرة لأغراض الإنتاج والأعمال التجارية المباشرة، ودعا هذا الاستثمار الأجنبي المباشر. من خلال تحليل نوعي الاستثمارات، ميز هايمر الاستثمار المالي عن الاستثمار المباشر. كانت السمة المميزة الرئيسية هي التحكم. استثمار المحفظة هو نهج أكثر سلبية، والغرض الرئيسي منه هو المكاسب المالية، بينما في الاستثمار الأجنبي المباشر، تمتلك الشركة السيطرة على العمليات في الخارج. لذا، فإن النظرية التقليدية للاستثمار القائمة على أسعار الفائدة التفاضلية لا تفسر دوافع الاستثمار الأجنبي المباشر.
وفقا لهايمر، هناك نوعان من المحددات الرئيسية للاستثمار الأجنبي المباشر؛ حيث يكون هيكل السوق غير الكامل هو العنصر الأساسي. الأول هو المزايا الخاصة بالشركة والتي يتم تطويرها في البلد الأصلي للشركات المحددة، ويتم استخدامها بشكل مربح في الدولة الأجنبية. المحدد الثاني هو إزالة السيطرة حيث كتب هايمر: «عندما تكون الشركات مترابطة، فإنها تتنافس في البيع في نفس السوق أو قد تبيع إحدى الشركات إلى الأخرى»، وبسبب هذا «قد يكون من المربح استبدال مركزية صنع القرار من أجل اتخاذ القرار اللامركزي».